# Adolescents
Adolescents är ett amerikanskt punkrockband bildat 1980 i Fullerton, Kalifornien. Totalt har bandet haft 24 medlemmar. Basisten Steve Soto var den enda medlemmen i bandet som var med under alla åren gruppen var aktiv, fram till hans död 2018. Dödsorsaken är inte känd. Sen hans död är Tony Reflex (riktigt namn Anthony Bradenburg) den enda grundaren kvar i bandet. Bradenburg har varit med på alla bandets album förutom deras tredje, Balboa Fun*Zone, släppt 1988.
Gruppens mest kända album är Adolescents, också känt som The Blue Album. Både Allmusic och Punknews.org gav albumet 4,5 av 5 i betyg. Albumet innehåller bland annat the Adolescents mest kändaste låtar, som "Amoeba" och "Kids of the Black Hole" till exempel.

## Medlemmar
Nuvarande medlemmar
- Tony Reflex (Anthony Bradenburg) – sång (1980–1981, 1986–1988, 2001–)
- Dan Root – gitarr (2010–)
- Ian Taylor – kompgitarr (2014–)
- Brad Logan – bas (2018–)
- Mike Cambra – trummor (2013–)

Tidigare medlemmar
- Steve Soto – bas (1980–1981, 1986–1989, 2001–2018, dog 2018)
- Frank Agnew – gitarr (1980-1981, 1986, 1988–1989, 2001–2006)
- John O'Donovan – gitarr (1980)
- Peter Pan (Greg Williams) – trummor (1980)
- Rikk Agnew – gitarr (1980-1981, 1986–1989, 2001–2003)
- Casey Royer – trummor (1980–1981, 1986, 2001)
- Pat Smear – gitarr (1981)
- Steve Roberts – gitarr (1981)
- Alfie Agnew – gitarr (1986)
- Sandy Hansen – trummor (1986–1989)
- Dan Colburn – gitarr (1986–1987)
- Paul Casey – gitarr (1988; dog 2015)
- Derek O'Brien – trummor (2001–2008)
- Joe Harrison – gitarr (2006–2012, 2014)
- Mike McKnight – gitarr (2008–2013)
- Armando Del Rio – trummor (2008–2013)
- Leroy Merlin – gitarr (2014)

Tidigare turnerande medlemmar
- Frank Agnew, Jr. – gitarr (2005)
- Matt Beld – gitarr (2006–2007)
- Warren Renfrow – bas (2007–2008)
- Gilbert Picardo – gitarr (2013–2014)

## Diskografi
Studioalbum
- 1981 – Adolescents
- 1987 – Brats in Battalions
- 1988 – Balboa Fun*Zone
- 2005 – OC Confidential
- 2011 – The Fastest Kid Alive
- 2013 – Presumed Insolent
- 2014 – La Vendetta...
- 2016 – Manifest Density
- 2018 – Cropduster

Livealbum
- 1989 – Live 1981 & 1986
- 1997 – Return to the Black Hole
- 2004 – Live at the House of Blues

Samlingsalbum
- 2005 – The Complete Demos 1980–1986

EP
- 1981 – Welcome to Reality
- 2003 – Unwrap and Blow Me!
- 2009 – Burning Heads / Adolescents
- 2012 – American Dogs in Europe
- 2012 – Adolescents / Muletrain
- 2015 – Hot War